# Kinexia
Kinexia (fondé sur le mot grec kinesis, « mouvement ») est une société cotée à la bourse de Milan, au marché télématique actionnaire géré par BORSA ITALIANA S.P.A. avec siège à Milan et Londres. 
La société est active dans le développement et la réalisation d'activités dans les domaines des énergies renouvelables à travers la conception, la construction, l'exploitation et la maintenance des centrales dans le secteur photovoltaïque, éolien, des biomasses, du biogaz, du chauffage urbain et de l’efficacité énergétique.

## Histoire
Kinexia S.p.A. (déjà Schiapparelli 1824 S.p.A.) fut l'une des premières sociétés à être cotées à la Bourse. Au fil des ans, la société a diversifié l'activité de l'entreprise du secteur pharmaceutique vers celui de la cosmétologie nutritionnelle. En Juillet 2008 Pietro Colucci, entrepreneur avec 30 années d’expérience dans le domaine de la Green Economy, a racheté Schiapparelli S.p.A., en lançant la conversion de l’activité dans les énergies renouvelables sous le nom de «Kinexia S.p.A.». En 2011 il a créé la société holding Sostenya, groupe intégré actif dans les secteurs des énergies renouvelables et de l'environnement, dont Kinexia fait partie avec Waste Italia.
À la fin de novembre 2012, Kinexia a approuvé le plan industriel pour la période 2013-2015 bien confirment les lignes d'activité dans les domaines de l’agroénergie, du chauffage urbain, du éolien/ mini-éolien, de la production d'électricité solaire (toiture photovoltaïque) et de l’efficacité énergétique, en se concentrant sur le secteur de l’environnement et sur l’internationalisation. 
Le 3 avril 2014, Kinexia et Sostenya, la société mère, ont approuvé la fusion par incorporation de Sostenya dans Kinexia S.p.A. et le plan industriel conjoint postérieure à la fusion pour la période 2014-2018 concrétisé par 3 directrices de développement stratégique : les renouvelables, l’environnement et l’internationalisation du Groupe. 
À travers Innovatec S.p.A., société contrôlée par Kinexia et cotée sur le marché AIM Italia de Borsa Italiana, le Groupe Kinexia a lancé un projet nommé « SMART », offrant au marchés de détail, des particuliers et des entreprises, italien et international, des soloutions de réseaux intelligents, d’efficacité énergétique ainsi que de stockage de l'énergie. En 2014, Kinexia a obtenu le certificat IQNet SR 10 en deviennent la première entreprise italienne cotée en Bourse à voir reconnu par un établissement international son propre engagement dans la responsabilité sociale d’entreprise. 
Kinexia en Grande-Bretagne
Avec l’ouverture du bureau de Londres, Kinexia a décidé de renforcer la présence du Groupe à l'échelle mondiale et d’accroître les relations dans le domaine financier International et dans le marché du private equity afin d’attirer potentiellement d'autres investisseurs et contrôler sa propre trajectoire de développement à l'étranger, en particulier en Europe de l'Est, au Moyen-Orient, ainsi que dans les anciennes républiques soviétiques, en Afrique du nord et en Amérique latine. 
Kinexia aux Émirats arabes unis
Kinexia a entrepris un processus d’exploration des marchés internationaux, en se proposant comme partenaire de grandes entreprises du secteur énergétique et environnemental dans le sud de la Méditerranée, entre la Turquie et l’Afrique du Nord, au Moyen-Orient et dans la région du Golfe persique, afin d’ouvrir un dialogue avec des réalités financières et technologiques en Extrême-Orient, (plus particulièrement en Chine). 
En 2013, le Groupe Kinexia a concrétisé son processus d’internationalisation avec la constitution de la société Kinexia Renewable Energy LLC aux Émirats arabes unis, issue en partenariat avec Rashid Khalaf Al Habtoor (Groupe Rashid Al Habtoor Holdings) et Kinexia. 
Kinexia en Chine
Le 13 juin 2014, Kinexia a signé un protocole d'accord d'un montant de 30 millions d'USD, avec le Groupe CECEP pour la réalisation d'un projet commun de traitement des eaux usées industrielles dans la région de Yuyao, en Chine. 
À la même occasion, Kinexia a conclu un accord en entreprise commune avec la société Zhejiang Media du montant de 25 millions d'USD, dont le but est la construction et l’exploitation d’usines de production d’énergie par valorisation des boues provenant des procédés industriels de la région textile du Sud de la République populaire de Chine.